# 1976년 하계 올림픽 유도
1976년 하계 올림픽의 유도는 1976년 7월 26일부터 7월 31일까지 캐나다 몬트리올 몬트리올 바이오돔에서 진행되었다.

## 경기장
몬트리올에 있는 몬트리올 바이오돔에서 경기가 열렸다.
| 도시                | 경기장                                | 비고    |
| ------------------- | ------------------------------------- | ------- |
| 몬트리올 (Montreal) | 몬트리올 바이오돔 (Montreal Bio-Dome) | 전 경기 |

## 세부 종목
남자 6종목이 진행되었으며, 세부 종목은 아래와 같다.
| - 남자 종목 - 63kg급 - 70kg급 - 80kg급 - 93kg급 - 93kg이상급 - 무제한급 |

## 메달리스트

### 남자
| 종목                   | 금                           | 은                       | 동                               |
| ---------------------- | ---------------------------- | ------------------------ | -------------------------------- |
| 남자 63kg급 자세히     | 엑토르 로드리게스 · 쿠바     | 장은경 · 대한민국        | 펠리체 마라아니 · 이탈리아       |
| 남자 63kg급 자세히     | 엑토르 로드리게스 · 쿠바     | 장은경 · 대한민국        | 요제프 툰치크 · 헝가리           |
| 남자 70kg급 자세히     | 블라디미르 네브로조프 · 소련 | 구라모토 고지 · 일본     | 마리안 타와이 · 폴란드           |
| 남자 70kg급 자세히     | 블라디미르 네브로조프 · 소련 | 구라모토 고지 · 일본     | 파트리크 비알 · 프랑스           |
| 남자 80kg급 자세히     | 소노다 이사무 · 일본         | 발레니 드보인코프 · 소련 | 슬라브코 오바도브 · 유고슬라비아 |
| 남자 80kg급 자세히     | 소노다 이사무 · 일본         | 발레니 드보인코프 · 소련 | 박영철 · 대한민국                |
| 남자 93kg급 자세히     | 니노마야 가즈히로 · 일본     | 라마스 하르실라제 · 소련 | 위르크 뢰틀리스베르거 · 스위스   |
| 남자 93kg급 자세히     | 니노마야 가즈히로 · 일본     | 라마스 하르실라제 · 소련 | 데이비드 스타브룩 · 영국         |
| 남자 93kg이상급 자세히 | 세르게이 노비코프 · 소련     | 권터 노이로이터 · 서독   | 앨런 코지 · 미국                 |
| 남자 93kg이상급 자세히 | 세르게이 노비코프 · 소련     | 권터 노이로이터 · 서독   | 엔도 스미오 · 일본               |
| 남자 무제한급 자세히   | 우에무라 하루키 · 일본       | 키스 렘프리 · 영국       | 조재기 · 대한민국                |
| 남자 무제한급 자세히   | 우에무라 하루키 · 일본       | 키스 렘프리 · 영국       | 쇼타 초치시빌리 · 소련           |

## 메달 집계

### 최종 순위
| 순위 | 국가               | 금메달 | 은메달 | 동메달 | 합계 |
| ---- | ------------------ | ------ | ------ | ------ | ---- |
| 1    | 일본 (JPN)         | 3      | 1      | 1      | 5    |
| 2    | 소련 (URS)         | 2      | 2      | 1      | 5    |
| 3    | 쿠바 (CUB)         | 1      | 0      | 0      | 1    |
| 4    | 대한민국 (KOR)     | 0      | 1      | 2      | 3    |
| 5    | 영국 (GBR)         | 0      | 1      | 1      | 2    |
| 6    | 서독 (FRG)         | 0      | 1      | 0      | 1    |
| 7    | 프랑스 (FRA)       | 0      | 0      | 1      | 1    |
| 7    | 헝가리 (HUN)       | 0      | 0      | 1      | 1    |
| 7    | 이탈리아 (ITA)     | 0      | 0      | 1      | 1    |
| 7    | 폴란드 (POL)       | 0      | 0      | 1      | 1    |
| 7    | 스위스 (SUI)       | 0      | 0      | 1      | 1    |
| 7    | 미국 (USA)         | 0      | 0      | 1      | 1    |
| 7    | 유고슬라비아 (YUG) | 0      | 0      | 1      | 1    |
| 합계 | 합계               | 6      | 6      | 12     | 24   |